# Mikroskop operacyjny
Mikroskop operacyjny – mikroskop używany do wykonywania operacji w bardzo małych przestrzeniach. Znalazł zastosowanie przy zabiegach okulistycznych, stomatologicznych, otolaryngologicznych i neurochirurgicznych.